# 亳州职业技术学院
亳州职业技术学院（简称：亳职院，英文：Bozhou Vocational and Technical College），是一所位于中华人民共和国安徽省亳州市的一所公办全日制普通高等职业院校。学校前身是1987年设立的合肥工业大学亳州教学点，2003年由合肥工业大学亳州教学点、安徽教育学院亳州教学点和亳州工业学校合并成立亳州职业技术学院，为亳州市第一所高等职业院校。

## 校史沿革
- 1987年，设立合肥工业大学亳州教学班，1993年改为合肥工业大学亳州教学点
- 1989年，设立安徽教育学院（现合肥师范学院）亳州教学点
- 1995年，成立亳州工业学校
- 2001年，在合肥工业大学亳州教学点、安徽教育学院亳州教学点、亳州工业学校的基础上筹建亳州职业技术学院
- 2003年，亳州职业技术学院成立，成为专科层次的普通高等院校[2]

## 现状
以下数据截至2017年：
- 学院占地面积560亩，总建筑面积23.2万平方米，图书馆藏书81万册。
- 学院现有教师382人，其中教授、研究员等正高级职称17人，副教授、副研究员等副高级职称64人。

## 院系设置
学校现设有9个教学系部，开设42个专业，其中央财支持建设专业4个，安徽省特色专业和综合改革试点专业13个。
- 药学院
- 医护系
- 管理学系
- 电子与电气工程系
- 信息工程系
- 建筑工程系
- 基础教学部
- 思想政治理论课教学研究部
- 成人教育部